# Condado de Campo de Alange
El condado de Campo de Alange es un título nobiliario hereditario que Carlos III concedió el 31 de octubre de 1760, con Real Despacho expedido el 29 de enero de 1761 a Ambrosio José de Negrete y Ampuero. Tiene asociada Grandeza de España concedida el 16 de mayo de 1792. Su nombre se refiere a la más importante propiedad rústica del primer conde, situada en el municipio español de Alange, perteneciente a la provincia de Badajoz (comunidad autónoma de Extremadura). 

## Historia
En 1760 el Rey Carlos III otorga el título de conde de Campo de Alange a Ambrosio José de Negrete y Ampuero, empresario lanar y ganadero, quien había comprado a la Corona, en 1752, la gran Dehesa de Campo de Alange –la cabaña llegaría a ser una de las mayores de España con más de 60 000 cabezas–.
Tras el fallecimiento de Ambrosio José el 29 de enero de 1761, le sucede en el título su  segunda esposa, María Agustina de la Torre, fallecida el 3 de marzo de 1785.  A ella le sucede el hijo de ambos, Manuel de Negrete y de la Torre,  quien es I marqués de Torre-Manzanal, III conde del Campo de Alange, Caballero de la Orden de Santiago, Gran Cruz de la Orden de Carlos III, Toisón de Oro, Capitán General, Ministro de la Guerra, Ministro de Negocios Extranjeros, Embajador en Viena, Lisboa y París. Le suceden en el título dos de los hijos que tuvo con su esposa Agustina de Adorno y Sotomayor; Manuel María (que muere el 3 de noviembre de 1819 sin descendencia) y Francisco Javier (Duque de Cotadilla (josefino)), nombrado por Godoy Capitán General de Castilla La Nueva, cargo que ostentaba durante los acontecimientos del dos de mayo de 1808. 
Francisco Javier de Negrete fallece el 3 de enero de 1827, y le sucede en el título su hijo y de su esposa María del Cañosanto de Cepeda y Nonet, José de Negrete, escritor y mecenas, amigo íntimo entre otros de José de Madrazo, Espronceda y Larra y soldado en las Guerras Carlistas a favor de Isabel II, quien le otorga a Campo Alange la Grandeza de España de primera clase. Sin embargo, muere sin descendencia en Portugalete, en uno de los enfrentamientos previos a la Batalla de Luchana y el título pasa a manos de su hermana María Manuela de Negrete, casada con Luis de Salamanca Martínez de Pisón (Marqués de Villacampo).

A ésta le sucede su nieto (por prematuro fallecimiento de su hijo) Luis María de Salamanca y Wall, casado con Patrocinio Ramírez de Haro y Patiño, a quien sucedió su hijo, José de Salamanca y Ramírez de Haro, quien contrae matrimonio con María Laffitte y Pérez del Pulgar, intelectual y ensayista, vicepresidenta del Ateneo de Madrid y amiga entre otros de Eugenio d’Ors, Ortega y Gasset, Gregorio Marañón y el entonces joven Emiliano Aguirre.
Debido al prematuro fallecimiento de su hijo, el título pasa a su nieta, María Almudena de Salamanca y Suelves (actual Marquesa de Bonanaro) casada con Francisco Javier Castellano y Barón, conde de Nieva, quien lo cede a su hijo Francisco de Borja Castellano el año 2006.
Tradicionalmente el primogénito de la Casa Campo Alange ostenta el título de marqués de Torre-Manzanal.

## Archivo
En la actualidad, el archivo de los condes de Campo de Alange está formado por más de noventa cajas y más de ochenta libros de archivo. La documentación que integra el archivo data del siglo XVI al siglo XXI, pero la mayoría de los documentos pertenecen a los siglos XVIII y XIX. A pesar del buen estado de conservación del fondo documental, cuando se terminó el proceso de identificación y descripción, se trasladó la documentación de unas cajas antiguas a unas cajas de material especial para conservar documentación histórica a lo largo de los años, y con este mismo objetivo se realizó –por iniciativa de los IX condes de Campo de Alange y XXIV condes de Nieva– el proceso de digitalización de los documentos.

## Curiosidades
La condesa María Agustina de la Torre y González de Castañeda en el 1777 cedió dos altares al Convento de Santa Clara en el municipio de Villacastín. Uno de ellos es el de la Virgen de las Flores y otro es el de San Antonio.

## Condes de Campo de Alange
|                         | Titular                                            | Periodo                 |
| Creación por Carlos III | Creación por Carlos III                            | Creación por Carlos III |
| ----------------------- | -------------------------------------------------- | ----------------------- |
| I                       | Ambrosio José de Negrete y Ampuero                 | 1761-1772               |
| II                      | María Agustina de la Torre y González de Castañeda | 1772-1785               |
| III                     | Manuel Negrete de la Torre                         | 1785-1818               |
| IV                      | Manuel María de Negrete y Adorno                   | 1818-1819               |
| V                       | Francisco Javier de Negrete y Adorno               | 1819-1827               |
| VI                      | José de Negrete y Cepeda                           | 1827-1836               |
| VII                     | María Manuela de Negrete y Cepeda                  | 1836-1883               |
| VIII                    | Luis de Salamanca y Wall                           | 1883-1893               |
| IX                      | José de Salamanca y Ramírez de Haro                | 1893-1978               |
| X                       | Almudena de Salamanca y Suelves                    | 1980-2006               |
| XI                      | Francisco de Borja Castellano y Salamanca          | 2006-actual titular     |

### Árbol Genealógico
|  |